# Haynau (Adelsgeschlecht)

Wappen der Freiherren von Haynau

Haynau ist der Name eines hessischen Adelsgeschlechts. 

## Geschichte
Bei der Familie handelt es sich um die außerehelichen Kinder und Nachkommen des Landgrafen Wilhelm IX. von Hessen-Kassel mit der Apothekerstochter Rosa Dorothea Ritter, welche den Namen Freiherr von Haynau erhielten. Ein im 19. Jahrhundert erloschener Zweig der Familie war auch in Sachsen ansässig.

## Persönlichkeiten
- Carl von Haynau (1779–1856), kurhessischer Generalleutnant.
- Julius von Haynau (1786–1853), k. k. Geheimer Rat, Kämmerer, Feldzeugmeister und Inhaber des Infanterieregiments Nr. 59.
- Eduard von Haynau (1804–1863), kurhessischer Generalleutnant und Kriegsminister

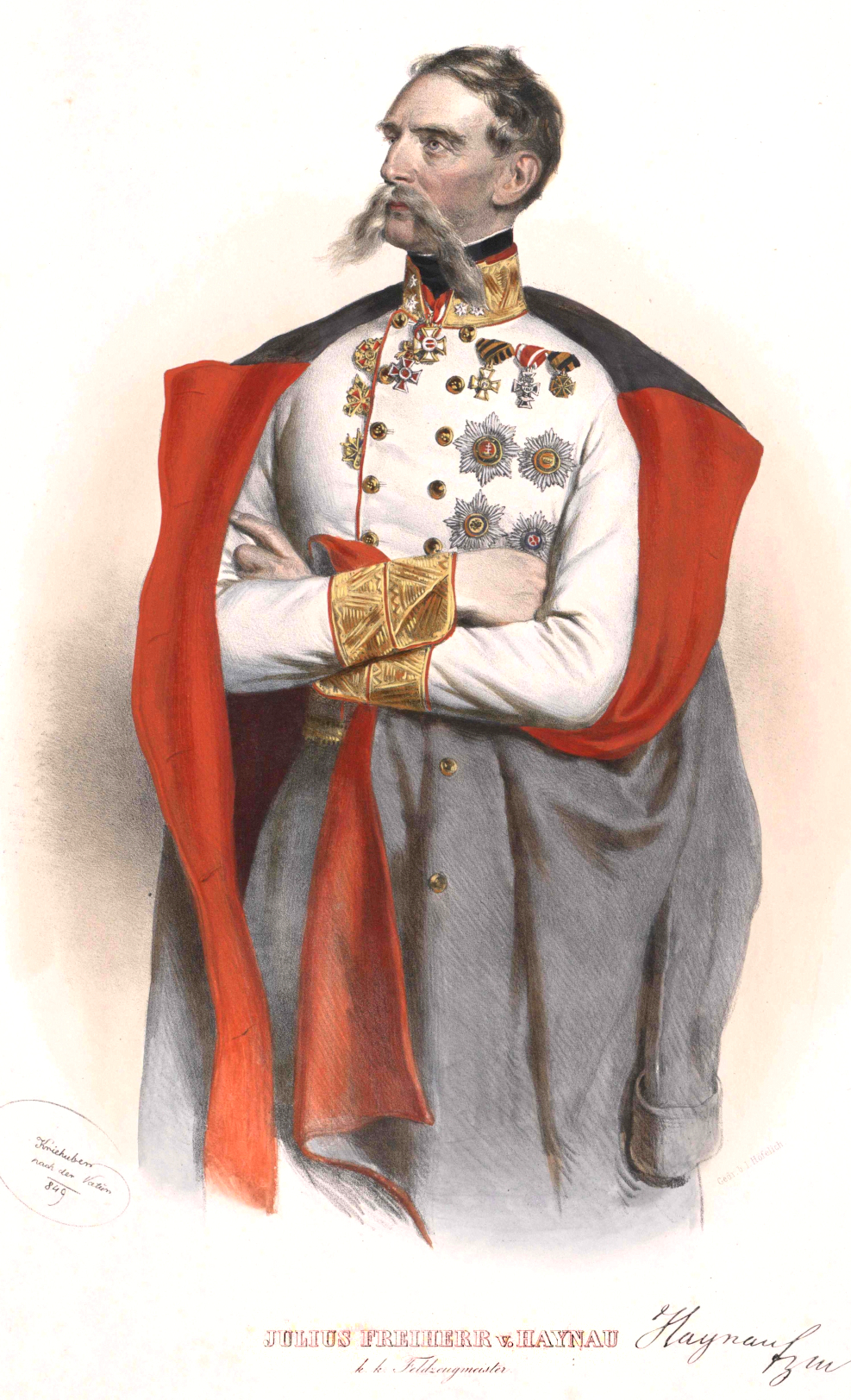
Julius von Haynau (1786–1853), 1849
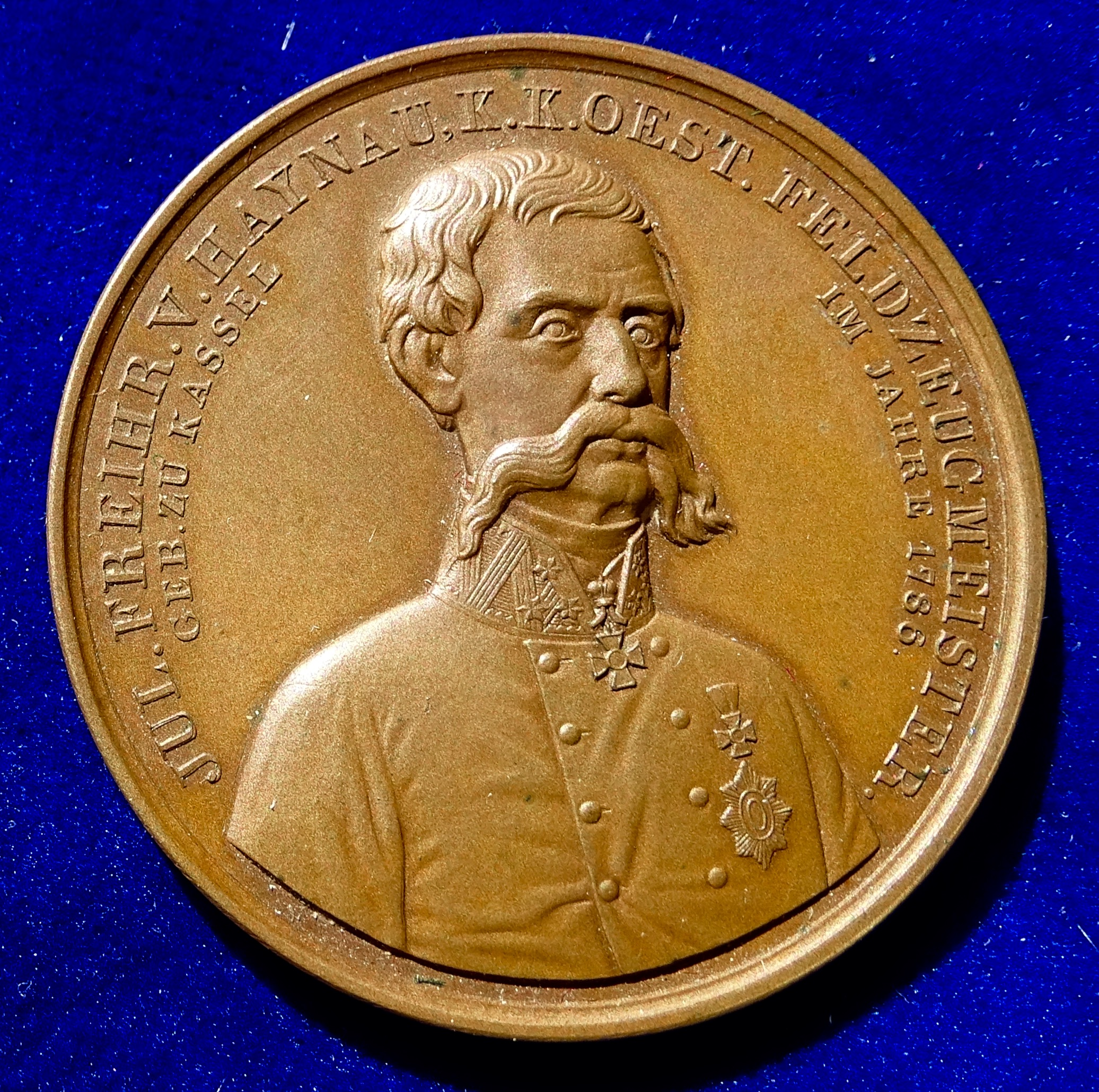
Österreichische Medaille zu Ehren von Julius von Haynau (1786–1853), 1853

## Wappen
Blasonierung laut Hefner (1857): Geviert von Gold und Silber. Felder 1 und 4 ein gekrönter roter Löwe, Felder 2 und 3 drei schwarze Sparren. Auf dem Helm mit rechts rot-goldenen und links schwarz-silbernen Helmdecken zwei Büffelhörner, in den Mündungen mit Pfauenspiegeln, außen mit je drei goldenen Blätterstengeln besteckt.

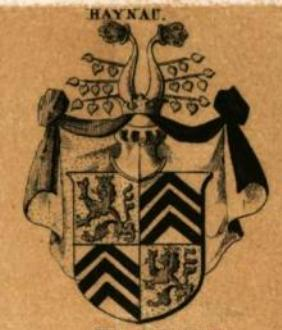
Wappen derer von Haynau in Siebmachers Wappenbuch
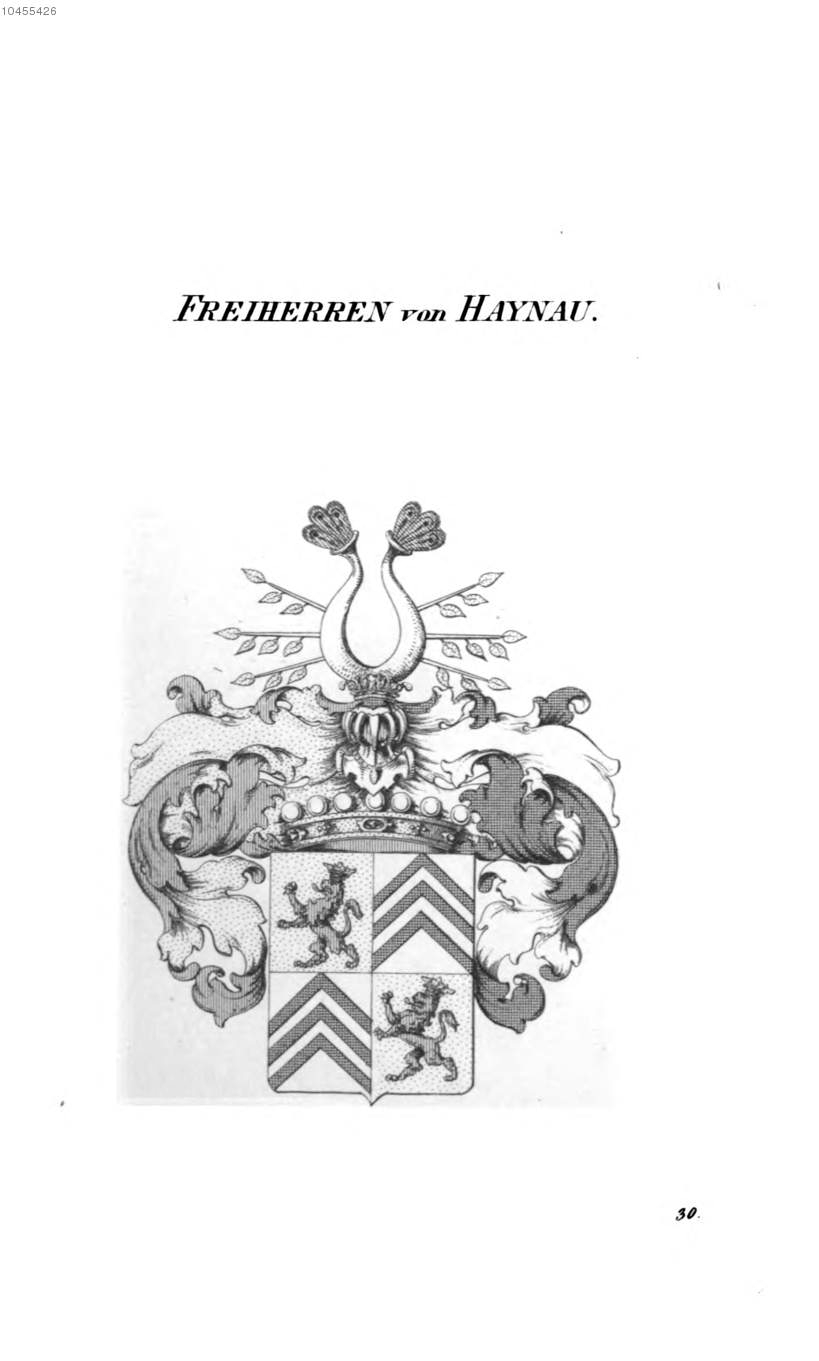
Wappen derer von Haynau bei Tyroff
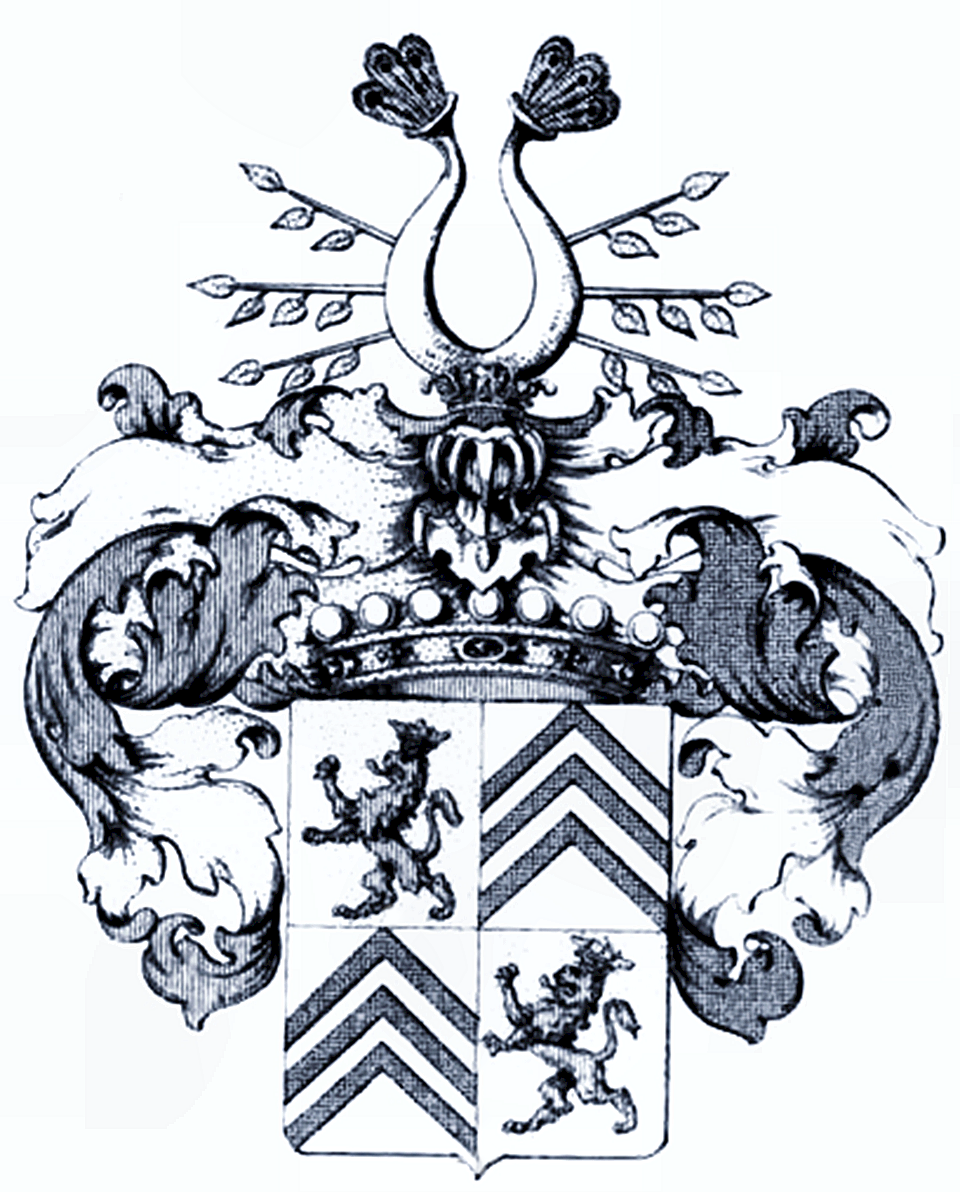
Wappen derer von Haynau bei Tyroff

Der Schild erinnert an die ehemaligen Grafen von Hanau. Das Kleinod dagegen ist dem hessischen ähnlich.
Später wird das Wappen anders blasoniert: Geviert von Blau und Gold. Felder 1 und 4 ein mehrfach von Silber und Rot geteilter gekrönter Löwe, Felder 3 und 4 drei schwarze Sparren. Die Decken sind rechts rot-silbern, links schwarz-golden.